# Ōbaku

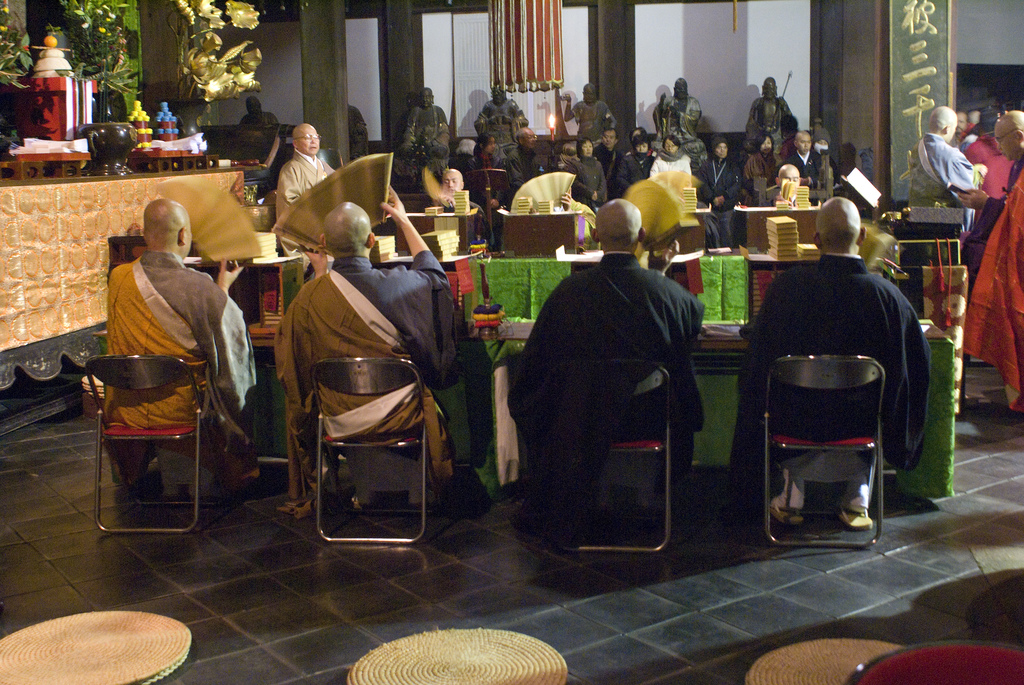
Moines et prêtres du temple Mampuku-ji de l'école Ōbaku récitant des sutras en 2008.

Ōbaku (黄檗宗, Ōbaku-shū, shu: école, secte) est une des trois principales écoles japonaises du bouddhisme zen, à côté des écoles Sōtō et Rinzai. Elle est également la plus petite de ces trois sectes.

## Histoire
Initialement, Obaku est une forme de chan chinois de la dynastie Ming. Son nom vient du mont Houangbo, (province de Fujian, dans le sud-est de la Chine), sur lequel se trouve le premier monastère de l'école, qui en est toujours le siège. Cette école ne fut jamais une secte indépendante, mais simplement un des nombreux courants de la lignée Rinzai.
En 1654, un moine de cette secte, Ingen Ryūki (chinois: Yinyuan Longqi), se rendit avec un groupe de disciples au Japon, où il fonda l'école Ôbaku. Ingen Ryūki se rattachait aussi à l'école de la Terre pure, ce qui était commun au sein des lignées zen de la dynastie Ming, et c'est sans doute une des raisons pour lesquelles Obaku est devenu au Japon une secte distincte du Rinzai.
Le principal monastère de l'école est le Obaku-san Mampuku-ji, situé à Uji, au sud de Kyoto. Ingen Ryūki le fonde en 1661, avec l'autorisation de Tokugawa Ietsuna, quatrième Shogun de la lignée Tokugawa. Muan Xingtao, un des principaux disciples de Ingen Ryūki fonde le deuxième monastère de l'école, près de Tōkyō. 
Les treize premiers patriarches qui succédèrent à Ingen Ryuki à la tête du Mampuku-ji furent des Chinois. Puis, du quatorzième au vingt-et-unième, il y eut une alternance entre Chinois et Japonais, et à partir du vingt-deuxième, tous les abbés furent japonais,. 
Sous l'ère Meiji, les sectes Obaku, Rinzai et Soto furent reconnues comme des écoles séparées par le gouvernement impérial, et le temple Mampuku-ji fut considéré comme le temple principal de l'école Obaku. 

## Caractéristiques
À la pratique du chan, l'école Ōbaku ajoute certains éléments du bouddhisme de la Terre pure. L'école Ōbaku compte environ 462 monastères et affirme réunir un peu plus de 350 000 fidèles. 
Les pratiques d'origine chinoises introduites par Ingen Ryūki furent accueillies avec beaucoup  de circonspection par certains maîtres de l'école Rinzai, comme Gudō Toshoku ou, plus tard, Hakuin Ekaku. C'est que, à cette époque, les pratiques du chan chinois avaient intégré la pratique, très répandue, de la récitation du nom de Bouddha (japonais : nembutsu; chinois : nianfo) et en avaient fait une sorte de pratique méditative appelée en chinois kanhua chan (« méditation sur une énigme »), comme « Qui est en train de réciter le nom de Bouddha ? ». Une telle question était destinée à favoriser la concentration lors de la pratique du nembutsu. Mais elle était aussi susceptible d'instiller le doute dans l'esprit (chinois : yiqing; japonais : gijô), un aspect central de la pratique rinzai. Néanmoins, du fait qu'à cette époque au Japon, la récitation du nom du Bouddha était étroitement liée associée aux traditions de la Terre pure, cette approche de la pratique chan fut extrêmement controversée parmi les pratiquants contemporains du zen japonais. Et c'est ainsi que le zen introduit par Ingen Ryūki et pratiqué par ses successeurs a amené les fidèles des écoles rinzai et soto à repenser leur propre pratique et à initier d'importantes réformes. 